# Assemblée des évêques de l'Atlantique
L'Assemblée des évêques de l'Atlantique (AEA) est l'association des évêques catholiques des provinces atlantiques du Canada. L'AEA est l'une des quatre assemblées épiscopales régionales de la Conférence des évêques catholiques du Canada.

## Membres
L'Assemblée des évêques de l'Atlantique comprend les évêques des diocèses d'Antigonish, de Bathurst, de Charlottetown, de Corner Brook et du Labrador, d'Edmundston, de Grand Falls, de Halifax, de Moncton, de Saint-Jean (Nouveau-Brunswick), Saint-Jean (Terre-Neuve-et-Labrador) et de Yarmouth. En 2021, son président est Robert Anthony Daniels, évêque du diocèse de Grand Falls.

## Annexe